# イスラエル交響曲
イスラエル交響曲（Israel Symphony）は、エルネスト・ブロッホが1912年から1916年にかけて作曲した5人の独唱を伴う交響曲。1917年5月3日、ニューヨークのカーネギー・ホールにて作曲者の指揮で初演された。表題となっているイスラエルは、ロマン・ロランの助言による

## 楽器編成
フルート4(ピッコロ持ち替え)、オーボエ3、イングリッシュホルン、B管クラリネット3(3番奏者はEs管持ち替え）、バスクラリネット、ファゴット3、コントラファゴット、ホルン6、トランペット4、トロンボーン3、チューバ、打楽器3［ティンパニ3、大太鼓、独奏シンバル、小太鼓、トライアングル、タムタム］、ハープ2、チェレスタ2、ソプラノ2、アルト2、バス、弦5部

## 楽曲構成
導入部を含む3楽章形式で、第2楽章と第3楽章はアタッカで繋がっている
- Lent et solennel  
管楽器の田園的な旋律で開始され、その後トランペットに新しい旋律が現れる。
- Allegro agitato (贖罪の日)
- Moderato (Andante grazioso) (仮庵の祭)